# Wittichenau
Wittichenau (em alto sorábio: Kulow) é uma cidade da Alemanha localizada no distrito de Bautzen, região administrativa de Dresden, estado da Saxônia.